# Biblioteka Parlamentu Albanii
Biblioteka Parlamentu Albanii (alb. Biblioteka e Kuvendit të Shqipërisë) – biblioteka parlamentarna w Tiranie w Albanii, założona w 1992 roku.

## Historia
Książnica została założona w 1992 roku, została również uroczyście otwarta na początku stycznia 2011 roku, uroczystości przewodniczyła Jozefina Topalli. Dyrektorką biblioteki była Zana Bufi. Instytucja należy do Międzynarodowej Federacji Stowarzyszeń i Instytucji Bibliotekarskich.

## Zbiory i działalność
Biblioteka zajmuje dwa pomieszczenia w gmachu parlamentu położonego przy Bulevardi Dëshmorët e Kombit. Książnica ma za zadanie realizować potrzeby Zgromadzenia Albanii oraz jej członków i jest przeznaczona dla parlamentarzystów. Zatrudnia 3 osoby. Przechowuje sprawozdania z posiedzeń parlamentu od 1923 roku, przemówienia parlamentarne, dzieła autorstwa parlamentarzystów, dokumenty prawne uchwalone przez Zgromadzenie Albanii. Kolekcja liczy około 37 000 jednostek, a także 55 czasopism bieżących (stan na 1996 rok). Biblioteka dysponuje prawem do otrzymywania egzemplarza obowiązkowego w liczbie 5 kopii każdego tytułu, podobnie jak Biblioteka Narodowa Albanii.
Książnica jest odwiedzana przez nielicznych parlamentarzystów, w 2016 roku było to 7 posłów ze 140, niewielu z nich jest profesorami bądź naukowcami.